# Kekkon Surutte, Hontō Desu ka
Kekkon Surutte, Hontō Desu ka (結婚するって、本当ですか ¿Te vas a casar de verdad??) es una serie de manga japonesa escrita e ilustrada por Tamiki Wakaki. Fue serializado en la revista de manga seinen de Shogakukan Weekly Big Comic Spirits desde marzo de 2020 hasta junio de 2023. Una adaptación dramática televisiva japonesa se emitió en octubre de 2022. Una adaptación a serie de televisión de anime producida por Ashi Productions se emitió de octubre a diciembre de 2024.

## Argumento
Takuya y Rika son dos adultos jóvenes que trabajan en el departamento de planificación de JTC, una agencia de viajes del área metropolitana de Tokio; no son muy buenos para socializar, pero llevan una vida plena en solitario apenas llamando la atención. Sin embargo, tras la apertura de una nueva sucursal en Siberia cómo proyecto de expansión laboral, se contempla que los empleados solteros sean enviados al extranjero para repoblar la futura sede como nueva prioridad, y Rika, que tiene problemas con ésto, le propone a Takuya una opción... 
Los dos (que apenas y se han hablado en el tiempo que llevan trabajando) congeniarán un inocente plan para hacerse pasar por una pareja recientemente comprometida planificando su futuro Matrimonio. Esto, para evitar ser seleccionados como parte del nuevo staff que conformará la nueva sucursal y acordando separarse apenas pase el periodo de selección contemplado.
Previsto para el curso menor a un año (al igual que la nueva sede) y con mucha planificación y tiempo de calidad que aparentar para dar credibilidad tras volverse repentinamente el centro de atención con la noticia por todos sus compañeros y familiares ¿Se casarán después de sólo 365 días?

## Personajes
Takuya Ohara (大原 拓也 Ōhara Takuya?)
 Seiyū: Kentarō Kumagai, Diego Estrada  (español latino)
El personaje principal de la historia. Pertenece al departamento de planificación de una agencia de viajes. Tiene una personalidad relajada y valora la vida de su gato rescatado, Kama.
Rika Honjoji (本城寺 莉香 Honjōji Rika?)
 Seiyū: Saori Hayami, Danann Huicochea (español latino)
La heroína y personaje principal de la historia. Es un año mayor que Takuya. Aunque se ve genial, es extremadamente tímida y tiene la afición de mirar mapas en casa y fantasear y explorar el lugar. Ella le propone a Takuya casarse dentro de un año para evitar que ambos sean enviados a la sucursal de la agencia en Siberia.
Asako Kurokawa (黒川 麻子 Kurokawa Asako?)
 Seiyū: Ami Koshimizu
Gerente de sucursal de JTC Kinshicho donde trabajan Takuya y Rika. Una jefa enérgica y confiable que comunica las cosas con claridad.
Hiromi Gonda (権田 広見 Gonda Hiromi?)
 Seiyū: Fukushi Ochiai, Aldo Guzmán (español latino)
Colega de Takuya y Rika. Tiene una personalidad sencilla y enérgica y aspira a casarse. Llama a Takuya su maestro y comienza a pedirle consejos de amor.
Natsumi Komiya (小宮 夏海 Komiya Natsumi?)
 Seiyū: Kana Asumi, Polly Huerta (español latino)
Colega de Takuya y Rika. Tiene una personalidad amigable y alegre y siempre saluda a la gente con alegría. 
Keisuke Itsuki (伊槻 佳祐 Itsuki Keisuke?)
 Seiyū: Haruki Ishiya, Miguel de León (español latino)
Colega de Takuya y Rika. Autoproclamado as de las ventas. Suele ser alcista y cínico. Suele trabajar junto con Ohara y Gonda
Susumu Shinshi (進士 奨 Shinshi Susumu?)
 Seiyū: Kentaro Tone
Gerente interino de la sucursal de JTC Kinshicho. Está casado y parece feliz, ya que le trae bento a su esposa todos los días. Siempre está al tanto del desempeño comercial de la sucursal y cada vez que surge la situación, agita una olla de cannabis y reza para que "las cancelaciones se realicen". Más adelante su esposa le pide el divorcio y él se deprime mucho.
Jouji-san (ジョージさん?)
 Seiyū: Jouji Nakata
Colega de Takuya y Rika. Ha tenido la carrera más larga y está envuelto en un velo de misterio. Siempre se lo ve usando una ropa de estilo hawaiano.
Claudia (クラウディア Kuraudia?)
 Seiyū: Nao Tōyama
La princesa de Lichtburg, un país que está llamando la atención de las agencias de viajes. Quiere hacer turismo en Tokio de incógnito y Takuya decide guiarla. Aunque está casada, en realidad es un matrimonio casual para mantener su apariencia de miembro de la familia real y es lesbiana, ya que tiene una amante del mismo sexo. En el futuro, está considerando dejar la familia real para vivir con su amante.
Nao Umiyama (海山 ナオ Umiyama Nao?)
 Seiyū: Ai Fairouz
Amiga de la infancia de Takuya. Trabaja como artesana del vidrio. Es una chica alegre y hermosa que es buena amiga de Takuya, quien ha vivido al lado de ella desde que nació.
Kōichi Ōhara (大原 耕一 Ōhara Kōichi?)
 Seiyū: Tesshō Genda, Eduardo Fonseca (español latino)
El padre de Takuya. Se entera de que Takuya se casará y viene de Aso. Le entristece que el número de personas en Aso, su ciudad natal, esté disminuyendo y quiere protegerla.
Ikuko Ōhara (大原育子 Ōhara Ikuko?)
 Seiyū: Yū Sugimoto
La hermana mayor de Takuya.
Haruko Ōhara (大原晴子 Ōhara Haruko?)
 Seiyū: Risae Matsuda
La hermana mayor de Takuya.
Izumi Ōhara (大原泉 Ōhara Izumi?)
 Seiyū: Yu Shinohara
La madre de Takuya
Abuela de Takuya (拓也の祖母 Takuya no sobo?)
 Seiyū: Satomi Arai
La abuela paterna de Takuya. Dirige una granja de melones.
Abuelo de Takuya (拓也の祖父 Takuya no sofu?)
 Seiyū: Hiroaki Tajiri
El abuelo paterno de Takuya. 
Ritsu Honjoli (本城寺 律 Honjoji Ritsu?)
 Seiyū: Shizuka Itō
La madre de Rika. Trabaja como diseñadora de interiores. Rompió con su marido cuando Rika tenía uso de razón, y debido a que viajaba constantemente por Japón debido al trabajo, no tenía mucho tiempo para pasar con Rika.

## Contenido de la obra

### Manga
El manga fue escrito e ilustrado por Tamiki Wakaki, Kekkon Surutte, Hontō Desu ka se publicó por entregas en la revista de manga seinen Weekly Big Comic Spirits de Shogakukan del 16 de marzo de 2020 al 12 de junio de 2023. Shogakukan recopiló sus capítulos en once volúmenes de tankōbon, publicados del 7 de agosto de 2020 al 12 de julio de 2023.
El 8 de febrero de 2023, Seven Seas Entertainment anunció que obtuvo la licencia del manga.

### Imagen real
En julio de 2022, se anunció que el manga recibiría una adaptación dramática televisiva. El drama está protagonizado por Wakana Aoi y Kanta Sato como los dos personajes principales, y fue dirigido por Ryō Miyawaki y Hitomi Kitagawa, con guiones de Keiko Kaname y Akahiko Takaishi y música compuesta por Ryo Yoshimata. La serie de diez episodios se estrenó el 7 de octubre de 2022 en Amazon Prime Video en Japón y algunos territorios selectos, bajo el título "Map for The Wedding".

### Anime
En abril de 2023 se anunció que el manga recibirá una adaptación al anime. Más tarde se reveló que era una serie de televisión producida por Ashi Productions y dirigida por Hiroshi Ikehata, con guiones escritos por Kazuho Hyodo, personajes diseñados por Shuji Maruyama y música compuesta por Shun Narita y Yūsuke Seo. La serie se emitió del 3 de octubre al 19 de diciembre de 2024, en Tokyo MX y BS11. El tema de apertura es "Kirakira", interpretado por HoneyWorks feat. HaKoniwalily, mientras que el tema de cierre es "Tsumari wa", interpretado por Gohobi. Crunchyroll obtuvo la licencia de la serie fuera de Asia. Plus Media Networks Asia obtuvo la licencia de la serie en el sudeste asiático.
El 18 de septiembre de 2024, Crunchyroll anunció que la serie recibió un doblaje en español latino, la cual se estrenó el 24 de octubre.